# PureView

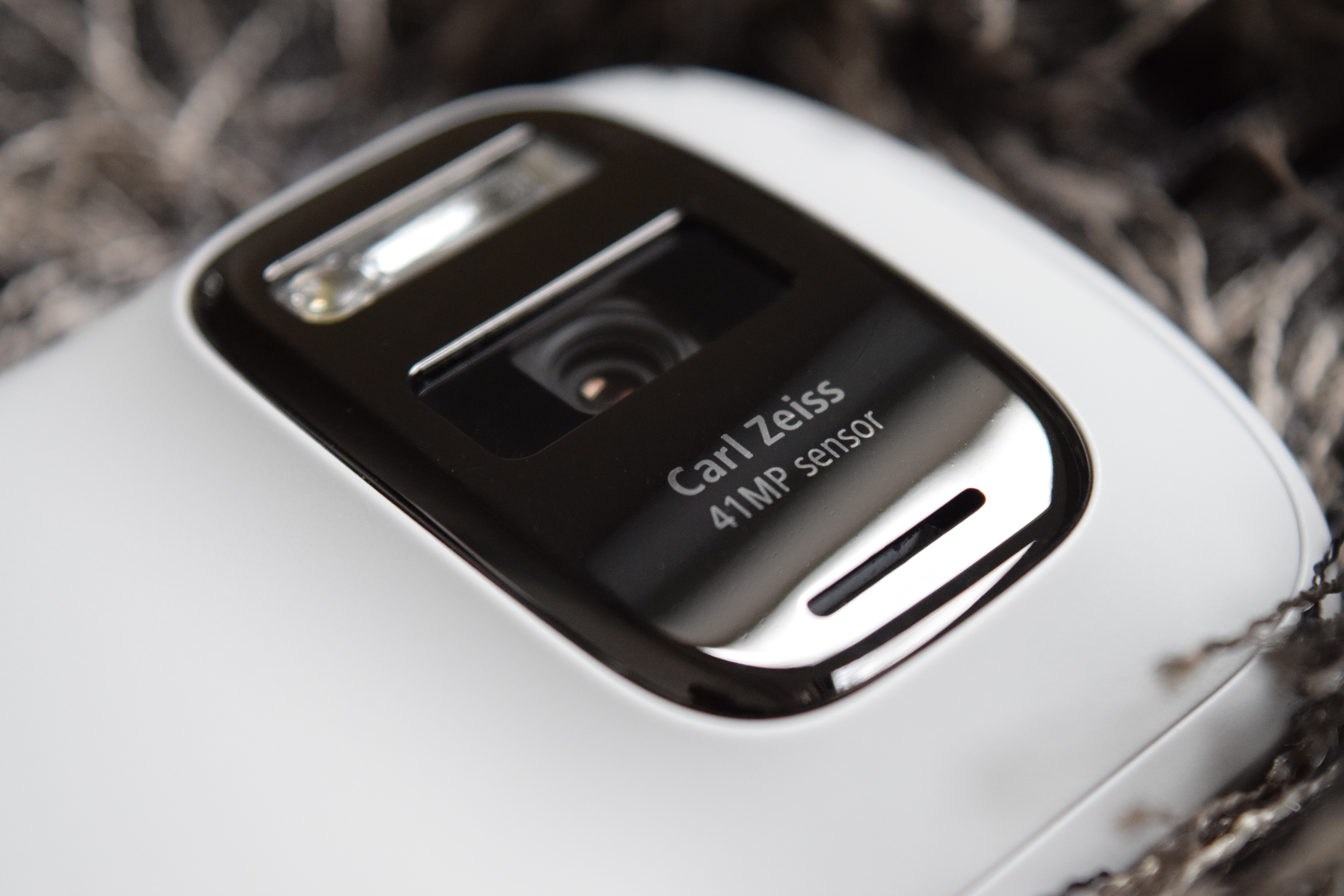
Nokia 808 Lens

PureView es un término utilizado por la empresa Nokia, para las tecnologías utilizadas en las cámaras de algunos de sus teléfonos inteligentes, incluyendo el Nokia Lumia 920 y Nokia 808.

## Modelos
- Nokia 808 PureView (Symbian)
- Nokia Lumia 830 (Windows Phone 8.1)
- Nokia Lumia 920 (Windows Phone 8)
- Nokia Lumia 925 (Windows Phone 8)
- Nokia Lumia 928 (Windows Phone 8)
- Nokia Lumia 930 (Windows Phone 8.1)
- Nokia Lumia 1020 (Windows Phone 8)
- Nokia Lumia 1520 (Windows Phone 8)
- Nokia Lumia Icon (Windows Phone 8)
- Nokia 9 PureView (Android Pie)
- Nokia 8.3 5G (Android One basado en Android 10)
- Nokia X30 5G (Android 12)